# Alberto Gimignani
Alberto Gimignani (Chiusi, 21 agosto 1961) è un attore e attivista italiano.

## Biografia
Nasce il 21 agosto 1961 e trascorre la sua vita a Firenze fino al 1984. Dopo aver frequentato la Bottega Teatrale di Vittorio Gassman si trasferisce a Roma. La sua prima apparizione è in Impiegati di Pupi Avati, seguito due anni dopo da La Famiglia di Ettore Scola nella parte di Giulio. Successivamente interpreta il fisico Emilio Segrè ne I ragazzi di via Panisperna di Gianni Amelio.
Il personaggio che lo rivela all'attenzione del grande pubblico è Trevi ne La piovra 4, al fianco di Michele Placido.
Si alterna tra ruoli televisivi e cinematografici di grande intensità tra i quali ricordiamo "Il Biondo" nel film Il partigiano Johnny di Guido Chiesa, e "Renzo" il padre di Francesco in Il signor Quindicipalle di Francesco Nuti. È Paolo ne La vita come viene di Stefano Incerti.
È un attore molto apprezzato in Francia, dove lavora abitualmente sia in serie televisive sia al cinema. Tra i molti film a cui ha partecipato: Salle Gosse di Claude Mourieras, Premier Cercle di Laurent Tuel, al fianco di Jean Reno. Oltre che per la sua attività artistica, è anche noto per l'impegno e l'attivismo civile, attitudini etiche e morali che lo portano a dedicare notevoli energie a iniziative di solidarietà sociale. Attualmente è responsabile della comunicazione dell'Organizzazione non governativa italiana Nessuno tocchi Caino il cui principale obiettivo è l'attuazione della moratoria universale della pena di morte, e, più in generale, la lotta contro la tortura.

## Procedimenti giudiziari
Il 24 luglio 2014 venne arrestato e condotto nel carcere di Regina Coeli con l'accusa di associazione a delinquere finalizzata alla commissione di furti, ricettazione e riciclaggio. Il 24 ottobre 2024 la Prima Sezione del Tribunale Ordinario di Roma lo ha assolto in primo grado con formula piena perché il fatto non sussiste.

## Filmografia

Gimignani nel film Impiegati (1985)

### Cinema
- Impiegati, regia di Pupi Avati (1985)
- La famiglia, regia di Ettore Scola (1987)
- I ragazzi di via Panisperna, regia di Gianni Amelio (1989)
- Il caso Martello, regia di Guido Chiesa (1991)
- Sale gosse, regia di Claude Mourieras (1992)
- Il cielo è sempre più blu, regia di Antonello Grimaldi (1996)
- Il signor Quindicipalle, regia di Francesco Nuti (1998)
- Il partigiano Johnny, regia di Guido Chiesa (2000)
- La vita come viene, regia di Stefano Incerti (2003)
- Ricordati di me, regia di Gabriele Muccino (2003)
- Lavorare con lentezza, regia di Guido Chiesa (2004)
- Liscio, regia di Claudio Antonini (2006)
- La legge del crimine, regia di Laurent Tuel (2009)
- Cado dalle nubi, regia di Gennaro Nunziante (2009)
- Il figlio più piccolo, regia di Pupi Avati (2010)
- Passannante, regia di Sergio Colabona (2011)
- L'innocenza di Clara, regia di Toni D'Angelo (2012)
- Pulce non c'è, regia di Giuseppe Bonito (2012)

### Televisione
- La piovra 4-5 – serie TV (1989-1990)
- Pronto soccorso, regia di Francesco Massaro – miniserie TV (1990)
- Isola Margherita – miniserie TV (1993, ma trasmessa solo nel 2015)
- In nome della famiglia, regia di Vincenzo Verdecchi – sosp opera (1995)
- Il grande fuoco, regia di Fabrizio Costa – miniserie TV (1995)
- Il commissario Rex – serie TV, episodio 1x12 (1995)
- Racket, regia di Luigi Perelli – miniserie TV (1997)
- Lui e lei – serie TV, episodio 2x07 (1999)
- Non lasciamoci più – serie TV (1999)
- Ricominciare – soap opera (2000-2001)
- Distretto di Polizia – serie TV, episodio 3x18-5x10 (2002; 2005)
- Un posto al sole – soap opera (2003)
- Don Matteo – serie TV (2006)
- La buona battaglia - Don Pietro Pappagallo, regia di Gianfranco Albano – miniserie TV (2006)
- Incantesimo 9 – soap opera (2007)
- R.I.S. - Delitti imperfetti – serie TV, episodio 3x06-5x11 (2007; 2009)
- Bella è la vita – soap opera (2008)
- L'uomo che cavalcava nel buio, regia di Salvatore Basile – miniserie TV (2009)
- Io e mio figlio - Nuove storie per il commissario Vivaldi – serie TV (2010)
- Al di là del lago – serie TV (2010)
- Rex – serie TV (2010)
- Distretto di polizia – serie TV (2011)
- Bella è la vita – soap opera (2012)
- Rosso San Valentino, regia di Fabrizio Costa – miniserie TV (2013)
- L'ultimo weekend, regia di Domenico Raimondi – film TV (2013)
- Provaci ancora prof! – serie TV, episodio 5x02 (2013)
- I Cesaroni – serie TV, episodio 6x07 (2014)
- Fosca Innocenti – serie TV, episodio 1x03 (2022)
- Luce dei tuoi occhi – serie TV, episodi 2x05-2x06 (2023)
- Supersex, regia di Francesco Carrozzini, episodio 3 (2024)